# Paraphoides dentata
Paraphoides dentata là một loài bướm đêm trong họ Geometridae.